# Herrarnas 500 meter i hastighetsåkning på skridskor vid olympiska vinterspelen 1952
Herrarnas 500 meter i hastighetsåkning på skridskor vid olympiska vinterspelen 1952 var en del av det olympiska skridskoprogrammet vid dessa olympiska spel. Tävlingen hölls den 16 februari 1952.
Fyrtioen deltagare från nitton nationer deltog i tävlingen.

## Medaljörer
| Guld          | Silver            | Brons                                    |
| Ken Henry USA | Don McDermott USA | Gordon Audley Kanada Arne Johansen Norge |

## Rekord
Dessa rekord i (sekunder) gällde inför tävlingen.
| Världsrekord     | 41,2 (*) | Jurij Sergejev | Medeo, Sovjetunionen  | 19 januari 1952 |
| Olympiskt rekord | 43,1     | Finn Helgesen  | Sankt Moritz, Schweiz | 31 januari 1948 |

(*) Rekordet noterades på hög höjd (mer än 1 000 meter över havet) och på naturis.

## Resultat
Jurij Sergejev som hade världsrekordet på distansen tävlade inte eftersom Sovjetunionen inte deltog i olympiska vinterspelen före år 1956.
| Placering | Tävlande                   | Tid             |
| --------- | -------------------------- | --------------- |
| 1         | Ken Henry (USA)            | 43,2            |
| 2         | Don McDermott (USA)        | 43,9            |
| 3         | Gordon Audley (CAN)        | 44,0            |
| 3         | Arne Johansen (NOR)        | 44,0            |
| 5         | Finn Helgesen (NOR)        | 44,0            |
| 6         | Hroar Elvenes (NOR)        | 44,1            |
| 6         | Kiyotaka Takabayashi (JPN) | 44,1            |
| 8         | Gerard Maarse (NED)        | 44,2            |
| 8         | Toivo Salonen (FIN)        | 44,2            |
| 10        | Sigmund Søfteland (NOR)    | 44,3            |
| 11        | John Werket (USA)          | 44,4            |
| 12        | Masanori Aoki (JPN)        | 44,8            |
| 12        | Mats Bolmstedt (SWE)       | 44,8            |
| 12        | Frank Stack (CAN)          | 44,8            |
| 15        | Robert Fitzgerald (USA)    | 44,9            |
| 15        | Sukenobu Kudo (JPN)        | 44,9            |
| 15        | Craig Mackay (CAN)         | 44,9            |
| 18        | Tsuneo Sato (JPN)          | 45,2            |
| 19        | Cockie van der Elst (NED)  | 45,3            |
| 19        | Wim van der Voort (NED)    | 45,3            |
| 21        | Norman Holwell (GBR)       | 45,4            |
| 21        | Kalevi Laitinen (FIN)      | 45,4            |
| 23        | Gunnar Ström (SWE)         | 45,6            |
| 24        | Kauko Salomaa (FIN)        | 45,7            |
| 25        | Stig Lindberg (SWE)        | 45,9            |
| 25        | Franz Offenberger (AUT)    | 45,9            |
| 25        | Enrico Musolino (ITA)      | 45,9            |
| 28        | Ferenc Lőrincz (HUN)       | 46,1            |
| 29        | Colin Hickey (AUS)         | 46,2            |
| 30        | Ralf Olin (CAN)            | 46,5            |
| 31        | Bengt Malmsten (SWE)       | 46,6            |
| 32        | József Mérenyi (HUN)       | 46,7            |
| 33        | Theo Meding (GER)          | 46,8            |
| 34        | Bill Jones (GBR)           | 46,9            |
| 35        | Robert Laboubée (BEL)      | 47,0            |
| 36        | Konrad Pecher (AUT)        | 47,3            |
| 37        | Arthur Mannsbarth (AUT)    | 47,6            |
| 38        | Guido Citterio (ITA)       | 48,2            |
| 39        | Jean Massez (BEL)          | 49,2            |
| -         | Jan Charisius (NED)        | Fullföljde inte |
| -         | Lassi Parkkinen (FIN)      | Fullföljde inte |

Finn Helgesen fick inte sin bronsmedalj förr at han gick i par med Arne Johansen och kom i mål efter honom.
Jan Charisius och Lassi Parkkinen gav upp loppet efter fall.